# Rennrodel-Weltmeisterschaften 1973
Die Rennrodel-Weltmeisterschaften 1973 fanden vom 16. bis 18. Februar 1973 in Oberhof in der Deutschen Demokratischen Republik statt. Es nahmen Sportler aus 20 Ländern teil.

## Einsitzer der Frauen
| Platz | Land           | Sportlerin           | Zeit    |
| ----- | -------------- | -------------------- | ------- |
| 1     | DDR            | Margit Schumann      | 2:56,66 |
| 2     | DDR            | Ute Rührold          | 2:56,93 |
| 3     | DDR            | Eva-Maria Wernicke   | 2:57,73 |
| 4     | DDR            | Heidemarie Reiß      | 2:59,45 |
| 5     | DDR            | Steffi Eißmann       | 2:59,15 |
| 6     | Italien        | Sarah Felder         | 3:00,05 |
| 7     | BR Deutschland | Elisabeth Demleitner | 3:00,14 |
| 8     | DDR            | Sieglinde Peschel    | 3:00,40 |
| 9     | Österreich     | Margit Graf          | 3:00,46 |
| 10    | Polen          | Halina Kanasz        | 3:00,63 |

Weitere Reihenfolge
| Platz | Sportlerin             | Land |
| ----- | ---------------------- | ---- |
| 11    | Angelika Schafferer    | AUT  |
| 12    | Nina Ignatjewa         | SUN  |
| 13    | Barbara Piecha         | POL  |
| 14    | Natalia Omschewa       | SUN  |
| 15    | Yuko Otaka             | JPN  |
| 16    | Dana Spálenská         | CSK  |
| 17    | Monika Scheftschik     | FRG  |
| 18    | Elżbieta Pietruszewska | POL  |
| 19    | Nina Schaschkowa       | SUN  |
| 20    | Ewa Miech              | POL  |
| 21    | Agneta Lindskog        | SWE  |
| 22    | Hana Helsetinova       | CSK  |
| 23    | Annemarie Holmberg     | SWE  |
| 24    | Mary Jane Finlayson    | CAN  |
| 25    | Midi Sparber           | ITA  |
| 26    | Teresa Bugajczyk       | POL  |
| DSQ   | Wiesława Martyka       | POL  |

## Einsitzer der Männer
| Platz | Land           | Sportler              | Zeit    |
| ----- | -------------- | --------------------- | ------- |
| 1     | DDR            | Hans Rinn             | 3:07,37 |
| 2     | DDR            | Wolfram Fiedler       | 3:08,24 |
| 3     | DDR            | Harald Ehrig          | 3:08,67 |
| 4     | DDR            | Hans-Henning Schulze  | 3:10,80 |
| 5     | Polen          | Andrzej Piekoszewski  | 3:11,51 |
|       | DDR            | Dettlef Günther       | 3:11,51 |
| 7     | DDR            | Hans-Heinrich Winkler | 3:11,69 |
| 8     | DDR            | Horst Schönau         | 3:11,75 |
| 9     | Österreich     | Rudolf Schmid         | 3:12,08 |
| 10    | BR Deutschland | Leonhard Nagenrauft   | 3:12,23 |
|       | BR Deutschland | Josef Fendt           | 3:12,23 |

Weitere Reihenfolge
| Platz | Sportler                | Land |
| ----- | ----------------------- | ---- |
| 12    | Bernd Hahn              | GDR  |
| 13    | Manfred Schmid          | AUT  |
| 14    | Andrzej Żyła            | POL  |
| 15    | Stefan Hölzlwimmer      | FRG  |
| 16    | Paul Hildgartner        | ITA  |
| 17    | Michael Gårdebäck       | SWE  |
| 18    | Karl Feichter           | ITA  |
| 19    | Karl Brunner            | ITA  |
| 20    | Hans Wimmer             | FRG  |
| 21    | Jan Kasielski           | POL  |
| 22    | Janusz Gremowski        | POL  |
| 23    | Johannes Widl           | FRG  |
| 24    | Leo Atzwanger           | ITA  |
| 25    | Jindřich Zeman          | CSK  |
| 26    | Roman Hurej             | POL  |
| 27    | Bjørn Dyrdahl           | NOR  |
| 28    | Zdeněk Šimek            | CSK  |
| 29    | Sergej Tschailow        | SUN  |
| 30    | Jan Hamřík              | CSK  |
| 31    | Siegfried Mair          | ITA  |
| 32    | Jan Christian Strøm     | NOR  |
| 33    | Hans Brandner           | FRG  |
|       | Bengt Ohlsson           | SWE  |
| 35    | Peter Reichwallner      | FRG  |
| 36    | Ivo Križ                | CSK  |
| 37    | Florian Aschauer        | FRG  |
| 38    | Hubert Silginer         | ITA  |
| 39    | Peter Cerny             | CSK  |
| 40    | Sergej Ossipow          | SUN  |
| 41    | Stefan Kjernholm        | SWE  |
| 42    | Erwin Federspieler      | ITA  |
| 43    | Pawel Goryi             | POL  |
| 44    | Reinhold Sulzbacher     | AUT  |
| 45    | Ray Lindfors            | FIN  |
| 46    | Mirosław Więczkowski    | POL  |
| 47    | Igor Juditschew         | SUN  |
| 48    | Günther Lemmerer        | AUT  |
| 49    | Juri Swetikow           | SUN  |
| 50    | František Halíř         | CSK  |
| 51    | Martin Mandl            | AUT  |
| 52    | Alfred Lechleitner      | AUT  |
| 53    | Emil Egli               | CHE  |
| 54    | Mieczysław Krzysztofiak | POL  |
| 55    | Douglas Hansen          | CAN  |
| 56    | František Bittnar       | CSK  |
| 57    | John Klemetsen          | NOR  |
| 58    | Juri Jegorow            | SUN  |
| 59    | Walter Pirkmann         | AUT  |
| 60    | Aigars Kriķis           | SUN  |
| 61    | Peter Plaikner          | ITA  |
| 62    | Bo Lindberg             | SWE  |
| 63    | Vladimír Resl           | CSK  |
| 64    | Satoru Arai             | JPN  |
| 65    | Per Fladvad             | SWE  |
| 66    | Stephen Sinding         | NOR  |
| 67    | Wjatschewslaw Rodin     | SUN  |
| 68    | Pierre Larchier         | FRA  |
| 69    | Morten Johansen         | NOR  |
| 70    | Robert Berkley          | USA  |
| 71    | Georg Hess              | CHE  |
| 72    | Jean-Marc Chapel        | FRA  |
| 73    | Masatoshi Kobayashi     | JPN  |
| 74    | Michael Shragge         | CAN  |
| 75    | Walter Korrodi          | CHE  |
| 76    | Peter Bosshard          | CHE  |
| 77    | Vincent Massot          | FRA  |
| 78    | Albert Filotti          | FRA  |
| 79    | Richard Cavanaugh       | USA  |
| 80    | Joze Divjak             | YUG  |
| 81    | Hans Rudolf Furrer      | CHE  |
| 82    | Denis Michaud           | CAN  |
| 83    | Pierre Lachenal         | FRA  |
| 84    | Franz Pikon             | YUG  |
|       | Larry Kilpatrick        | CAN  |
| 86    | Leopold Schädler        | LIE  |
| 87    | Poldi Schädler          | LIE  |
| 88    | Maks Klinar             | YUG  |
| 89    | Nicolae Stavarache      | ROU  |
| 90    | Alain Grassi            | FRA  |
| 91    | Marjan Lombar           | YUG  |
| DNF   | Franz Schachner         | AUT  |

## Doppelsitzer der Männer
| Platz | Land           | Sportler                            | Zeit    |
| ----- | -------------- | ----------------------------------- | ------- |
| 1     | DDR            | Horst Hörnlein, Reinhard Bredow     | 1:29,14 |
| 2     | DDR            | Hans Rinn, Norbert Hahn             | 1:29,21 |
| 3     | Italien        | Paul Hildgartner, Walter Plaikner   | 1:29,37 |
| 4     | DDR            | Henning Schulze, Hans-Jörg Neumann  | 1:29,41 |
| 5     | DDR            | Bernd Hahn, Ulrich Hahn             | 1:29,55 |
| 6     | Österreich     | Rudolf Schmid, Franz Schachner      | 1:30,04 |
| 7     | Österreich     | Manfred Schmid, Reinhold Sulzbacher | 1:30,43 |
| 8     | Italien        | Karl Feichter, Ernst Haspinger      | 1:30,62 |
| 9     | Polen          | Roman Hurej, Marian Kret            | 1:30,67 |
| 10    | BR Deutschland | Hans Brandner, Balthasar Schwarm    | 1:31,08 |

Weitere Reihenfolge
| Platz | Sportler                               | Land      |
| ----- | -------------------------------------- | --------- |
| 11    | Ray Lindfors, Bengt Ohlsson            | FIN / SWE |
| 12    | Mirosław Więckowski, Andrzej Kozik     | POL       |
| 13    | Pawel Goryi, Roman Bieszczad           | POL       |
| 14    | Stefan Hölzlwimmer, Hans Widl          | FRG       |
| 15    | Lubomir Zeman, Luboš Pivrnec           | CSK       |
| 16    | František Halíř, Peter Cerny           | CSK       |
| 17    | Igor Juditschew, Juri Jegorow          | SUN       |
| 18    | Peter Reichenwallner, Rudolf Grösswang | FRG       |
| 19    | Günther Lemmerer, Walter Pirkmann      | AUT       |
| 20    | Jindrich Zeman, Vladimír Resl          | CSK       |
| 21    | Sergej Ossipow, Wjatscheslaw Rodin     | SUN       |
| 22    | Satoru Arai, Masatoshi Kobayashi       | JPN       |
| 23    | Johan Christian Strøm, Stephen Sinding | NOR       |
| 24    | Emil Egli, Walter Korrodi              | CHE       |
| 25    | Georg Hess, Hans Rudolf Furrer         | CHE       |
| 26    | Bjørn Dyrdahl, John Klemetsen          | NOR       |
| DNF   | Andrzej Śmierzchalski, Stachurski      | POL       |

## Medaillenspiegel
| Platz | Land    | Gold | Silber | Bronze | Gesamt |
| ----- | ------- | ---- | ------ | ------ | ------ |
| 1     | \| DDR  | 3    | 3      | 2      | 8      |
| 2     | Italien | 0    | 0      | 1      | 1      |